# Eugryllodes
Eugryllodes is een geslacht van rechtvleugeligen uit de familie krekels (Gryllidae). De wetenschappelijke naam van dit geslacht is voor het eerst geldig gepubliceerd in 1927 door Lucien Chopard.

## Soorten
Het geslacht Eugryllodes omvat de volgende soorten:
- Eugryllodes cruciger Chopard, 1968
- Eugryllodes escalerae Bolívar, 1894
- Eugryllodes littoreus Bolívar, 1885
- Eugryllodes pipiens Dufour, 1820
- Eugryllodes pomeroyi Chopard, 1927